# 란구

란 구의 위치

란구(영어: Larne Borough, 아일랜드어: Buirg Latharna)는 2015년까지 존재했던 북아일랜드의 옛 구였다. 행정 중심지는 란이며 면적은 336km2, 인구는 31,700명(2010년 기준), 인구 밀도는 94명/km2이다.

## 구 정보
- 행정 중심지: 란
- 면적: 336km2
- 인구: 31,700명 (2010년 기준)
- 인구 밀도: 94명/km2
- ISO 3166-2 코드: GB-LRN
- ONS 코드: 95F
- 종교 분포: 천주교 25.2%, 개신교 71.7%